# Inge Beeken
Inge Beeken   (Copenhaguen, 27 de maig de 1921 - Copenhaguen, 10 de juliol de 1987) fou una saltadora danesa que va competir durant les dècades de 1930 i 1940.
El 1948 va prendre part en els Jocs Olímpics d'Estiu de Londres, on fou vuitena en la prova de palanca de 10 metres del programa de salts.
En el seu palmarès destaca una medalla d'or al Campionat d'Europa de natació de 1938, per davant d'Ann-Margret Nirling i Suse Heinze.